# Accidente de Tarma de 2025
El Accidente de Tarma de 2025 hace referencia a una tragedia de transito ocurrida en el Distrito de Palca, ubicado en la Provincia de Tarma, Junín, Perú. El incidente ocurrió el viernes 25 de julio de 2025, tras que un bus se volcara cerca al kilómetro 56 de la Carretera Central, en el sector Shic Shac, dejando al menos 18 fallecidos y 48 heridos.

## Antecedentes
La Ruta nacional PE-22 (conocida popularmente como La Carretera Central de Perú) está ubicada en un terreno montañoso que tiene una gran diferencia de altura entre Lima y La Oroya, lo que ocasiona que la carretera tenga un eje abrupto, con curvas cerradas y altas pendientes, haciendo que su velocidad de operación sea baja. Las bajas velocidades de operación mezcladas con un eje de carretera sinuoso, ocasionan altos niveles de accidentabilidad debido a que son fuente de maniobras temerarias de los conductores en su afán por adelantar los camiones que la transitan. 

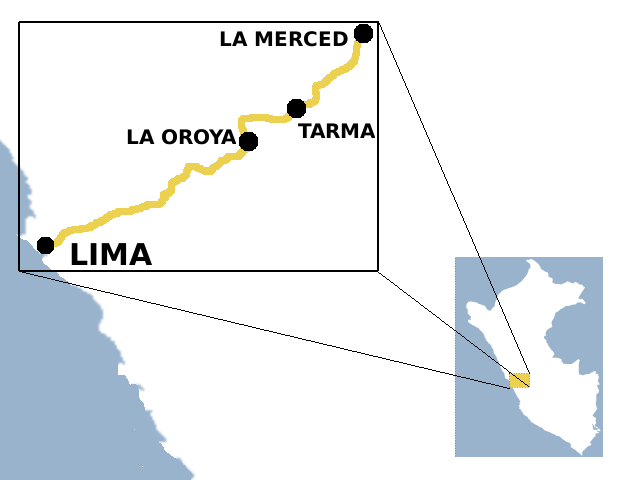
Ruta de la Carretera Central del Perú

El tramo del Eje transversal PE-22 se encuentra entre los más peligrosos del país y es uno de los que más intermitencia presenta en su servicio, ya que constantemente es cerrada por causas naturales como huaycos y nevadas. En temporada de lluvias entre diciembre y marzo, es común que la comunicación entre Lima y la sierra quede interrumpida durante varias semanas, debido al desborde de quebradas estacionales que durante las lluvias arrastran lodos y piedras de gran tamaño, que destruyen algunos lugares de la carretera. Tan solo entre los años 2013 y 2016 se registró 550 siniestro viales en la ruta.
Entre los incidentes más destacados destacan el ocurrido en el año 2021 cuando un ómnibus de la empresa León Express que viajaba de la ciudad de Huánuco, en la selva central, a Lima cuando se accidentó a la altura del kilómetro 72 de la carretera central, dejando más de 33 fallecidos y 20 heridos. Se atribuyó el accidente al exceso de velocidad y de cierta manera la falta de señalización adecuada en la zona. Para 2023, un choque múltiple ocurrió en el kilómetro 38, cerca a Huaycán, dejando a una joven de 16  años sin vida.
En tanto los antecedentes de la empresa Molina se remontan a 2022, cuando la empresa fue multada por el Indecopi por 2 millones de soles, debido un accidente de transito ocurrido el año anterior, que dejó al menos una víctima mortal. En 2023, un bus de la compañía cayó por un abismo de aproximadamente 200 metros en la ruta Huancavelica-Ayacucho ocasionando la muerte de alrededor de 24 personas y dejando decenas de heridos, de acuerdo a algunos familiares «la empresa demoró la paga de su indemnización». El chófer responsable del accidente fue condenado a 12 meses de prisión. En ese mismo año, Indecopi multo con 450 UIT por «poner en riesgo a la vida de los pasajeros» a la empresa Molina tras reportarse un accidente en el que más de 20 personas habían quedado heridas y una había fallecido en la ruta Satipo-Lima, ubicada en la Carretera Central. En 2024 ocurrió un nuevo accidente vehicular relacionado a la empresa, en la ruta Vía Los Libertadores, dejando 25 muertos y 17 heridos.
Para el momento del accidente en Tarma, se estaba llevando un periodo vacacional en varias instituciones educativas del Perú y a la vez, un fin de semana largo, previo a las fiestas patrias, celebradas entre el 28 y 29 de julio.

## Desarrollo
El 24 de julio de 2025, un autobús interprovincial de dos pisos perteneciente a la empresa Expreso Molina Líder Internacional partió de la terminal de Yerbateros en Lima, con destino a La Merced, en la región de Junín. Durante su trayecto por la Carretera Central, el autobús, de placa AOC.614, sufrió un descarrilamiento que termino en su posterior caída a un barranco en el sector de Tarma, a la altura del kilómetro 57, a las aproximadamente 2:00 a.m. del 25 de julio de 2025. Algunos testigos aseguraron que «el vehículo presentó fallas mecánicas desde que ingresó a la zona andina de Lima, en la provincia de Huarochirí». El conductor del bus, Dante Llalli Chuchón, fue detenido preventivamente mientras se avanzaba con la investigación.
El autobús, que transportaba a 66 personas (entre pasajeros y tripulación), se volcó y cayó por un barranco de aproximadamente 50 metros de profundidad en la mencionada zona.  El accidente resultó en la muerte de 16 personas en el lugar, y otras 2 personas más fallecieron camino al hospital, sumando un total de 18 víctimas fatales. Además, se reportó que alrededor de 48 personas resultaron heridas, varias con lesiones de gravedad, que requirieron hospitalización inmediata en instalaciones de salud cercanas al lugar. Los equipos de rescate estuvieron principalmente conformados por bomberos, agentes de la Policía Nacional del Perú y personal de SAMU (Sistema de Atención Médica de Urgencias), quienes trabajaron en conjunto para rescatar a los sobrevivientes y trasladar a los heridos a hospitales cercanos. La fiscal provincial Joanie Castillo Rojas y el fiscal adjunto provincial Carlos De la Cruz Peña llegaron al anexo Shic Shac Valdivia - Palca, lugar del suceso, para coordinar labores relacionadas con el levantamiento de cadáveres y la identificación de estos.
Según algunos medios, ciertas labores de rescate se vieron complicados por la difícil accesibilidad en la zona de incidente. Entre los pasajeros, se encontraba el consejero regional de Chanchamayo, Yoner Ambicho Aquino, quien resulto herido tras el accidente.
Las causas del accidente aún están siendo investigadas, pero se especula que factores como la velocidad excesiva, fallas mecánicas y las dificultades geográficas de la carretera, que presenta curvas cerradas y pendientes pronunciadas.

## Reacciones
- La Fiscalía Provincial de Tarma inicio un proceso de investigación al conductor del bus y a la tripulación de este por presunto homicidio culposo y omisión de auxilio.[36] Las autoridades también comenzaron a realizar una revisión exhaustiva de las condiciones mecánicas del vehículo involucrado en el accidente.[1]
- La Superintendencia de Transporte Terrestre (SUTRÁN) suspendió de manera temporal a la empresa Expreso Molina Líder Internacional, con el fin de llevar a cabo una investigación más profunda sobre la seguridad y el mantenimiento de la flota de vehículos de la compañía.[37]